# Angelo Cucchi
Angelo Cucchi (Milano, 7 aprile 1920 – Milano, 21 marzo 1990) è stato un operaio, sindacalista e politico italiano.

## Biografia
Nel '45 fu iscritto al Partito socialista, dove rimase anche dopo la scissione di Palazzo Barberini. Nel 1960 entrò nella prima giunta di centro sinistra (giunta Ferrari) occupando la poltrona di assessore all'Edilizia popolare. Nel 1963 fu eletto deputato e rimase a Montecitorio fino al 1972. Poi passò al PSDI dove rientrò tra i banchi del consiglio comunale a Milano negli anni '90. Muore il 21 marzo 1990 mentre pronunciava un discorso in consiglio comunale.
Riposa tumulato nel Civico Mausoleo Palanti, al Riparto V del Cimitero Monumentale di Milano.
Gli è stata intitolata una sezione del Partito Socialista Democratico Italiano, presso Cascina Monterobbio, in Barona.